# Pizzabrasa
La Pizzabrasa è una cascina posta nel territorio comunale di Pieve Emanuele, posta a sud-est del centro abitato, verso Landriano.

## Storia
Fu un antico comune del Milanese, il cui territorio confinava con Locate a nord, Siziano ad est e a sud, e Pieve ad ovest. Al censimento voluto dall'imperatrice Maria Teresa nel 1751, la comunità fece registrare 277 residenti.
Alla proclamazione del Regno d'Italia nel 1805 risultava avere 278 abitanti. Nel 1809 fu soppresso con regio decreto di Napoleone ed annesso a Pieve, la quale fu poi a sua volta inglobata in Basiglio nel 1811. Il Comune di Pizzabrasa fu ripristinato con il ritorno degli austriaci, che tuttavia tornarono sui loro passi nel 1841, stabilendo la definitiva unione comunale con Pieve, alla cui parrocchia apparteneva.